# مسألة هلبرت الثالثة عشر
معضلة هيلبرت الثالثة عشر هي واحدة من المعضلات المعروفة باسم مسائل هيلبرت الثلاثة والعشرين. وضعها ديفيد هيلبرت في عام 1900.
{\displaystyle x^{7}+ax^{3}+bx^{2}+cx+1=0}